# Lepidostoma roafi
Lepidostoma roafi är en nattsländeart som först beskrevs av Milne 1936.  Lepidostoma roafi ingår i släktet Lepidostoma och familjen kantrörsnattsländor. Inga underarter finns listade i Catalogue of Life.